# Muuratsalo
La isla de Muuratsalo es una isla lacustre de Finlandia, localizada en el lago Päijänne, administrativamente parte de la región de Finlandia Central. La parte norte de la isla pertenece al municipio de Jyväskylä y la parte sur a Muurame. Se encuentra a 14 kilómetros al sur del centro de la ciudad de Jyväskylä y a 5 kilómetros  al este de Muurame.
La isla tiene 800 habitantes.
En la isla se encuentra la llamada Casa experimental de Muuratsalo (1953), de los arquitectos Alvar y Elissa Aalto.